# Delos Science Fiction
Delos Science Fiction è una rivista elettronica di fantascienza fondata nel 1994 da Luigi Pachì e Silvio Sosio. Attualmente fa parte della testata giornalistica Fantascienza.com ed è edita dall'associazione Delos Books.

## Storia editoriale
Nei primi mesi la rivista fu distribuita su BBS: ad aprile del 1995 ottenne uno spazio sul Web, diventando così una delle prime riviste sul Web in Italia. Nel 2004 Delos è arrivata a una media di 8000 accessi al giorno, risultando la pubblicazione più letta nel campo della fantascienza italiana. Nel 1997 è stata citata da Locus come la principale rivista dedicata alla fantascienza in Italia.
Ha avuto tra i suoi collaboratori fissi Giuseppe Lippi (curatore della collana Mondadori Urania), Vittorio Curtoni (direttore di Robot), Franco Forte (scrittore, critico e sceneggiatore), Maurizio Manzieri (illustratore), Roberto Quaglia (scrittore e saggista).
Pubblica rubriche, articoli e interviste sulla letteratura fantastica, sul cinema, sui telefilm e sul fumetto, ed ha una ricca sezione di narrativa italiana. Ha pubblicato racconti, tra gli altri, di Valerio Evangelisti, Enrica Zunic', Luca Masali e Franco Ricciardiello, e tutti i racconti vincitori dei premi Alien e Lovecraft fino al 2004.
I numeri fino al numero 71 sono scaricabili gratuitamente. Dal numero 96 (ottobre 2004) la rivista è stata inglobata nel portale web Fantascienza.com. Dopo un periodo di test ha recuperato una cadenza fissa con un numero ogni due mesi. Dal numero 99 è curata da Carmine Treanni, mentre Silvio Sosio è il direttore responsabile e viene pubblicata a cadenza quasi mensile (10 numeri all'anno).